# Wulfthryth
Wulfthryth, född okänt år, död efter 868, var en drottning av Wessex, gift med kung Æthelred I av Wessex. 
Wulfthryth är känd som vittne från ett dokument från 868, som förekommer i Codex Wintoniensis, och där hon har titeln regina ('drottning'). Det är den enda samtida dokumentation som uttryckligen identifierar henne. Det är emellertid känt att kung Æthelred I ingick ett "prestigefullt äktenskap med Mercia" år 868, och eftersom Wulfthryth är ett namn från Mercia förmodas 868 års drottning från Mercia ha namnet Wulfthryth. Hon blev mor till prinsarna Æthelhelm (c. 865 – c. 890) och Æthelwold (d. 902). 
Hennes make avled år 871, och eftersom hennes söner båda var minderåriga förvägrades de att efterträda sin far, som istället efterträddes av sin bror, Alfred den store. Wulfthryth nämns inte, men hennes yngre son utlöste Æthelwolds revolt år 899 för att efterträda sin farbror. 